# Wenceslao Selga Padilla
Wenceslao Selga Padilla (Tubao, La Unión; 29 de septiembre de 1949-Ulán Bator, Mongolia; 25 de septiembre de 2018) fue un religioso filipino, que permaneció gran parte de su vida en Taiwán y Mongolia, y desde 2003 hasta su fallecimiento fue prefecto apostólico de Ulán Bator.

## Biografía
En 1960 entró en el seminario y en 1976 fue ordenado sacerdote para la Congregación del Corazón Inmaculado de María.
Era misionero en Taiwán; durante seis años, superior provincial de las provincias chinas de su orden.
En 1991, Mongolia y la Santa Sede establecen relaciones diplomáticas y el padre Wenceslao es enviado como misionero a Urga (antiguo nombre de Ulán Bator). El 19 de abril de 1992 fue nombrado superior eclesiástico de la misión sui iuris de Urga. Cuidaba de los niños de la calle, las personas sin casa, los discapacitados y ancianos.
Cuando en 2002 Juan Pablo II estableció la Prefectura apostólica de Ulán Bator, se convirtió en el primer prefecto, y el 2 de agosto de 2003 fue elevado a la dignidad episcopal. Recibió la consagración episcopal 29 de agosto de 2003 por el cardenal Crescenzio Sepe en Ulán Bator.
Siempre ha establecido su ministerio al albergar a las personas sin hogar y huérfanos.
Murió de un infarto el 25 de septiembre de 2018 en Ulán Bator, unos días antes de cumplir sesenta y nueve años. El 2 de abril de 2020 fue sucedido como prefecto apostólico por el padre Giorgio Marengo.